# Orchestral Favorites
Orchestral Favorites studijski je album američkog glazbenika Frank Zappe, koji izlazi u svibnju 1979.g. Album snima s "Abnuceals Emuukha Electric Orchestra".
Orchestral Favorites je jedan od tri albuma nakon Zappinog prekida suradnje s kompanijom Warner Bros. Također to je jedan od četiri albuma koji se nalaze na box izdanju Läther iz 1996.

## Popis pjesama
1. "Strictly Genteel" – 7:04
2. "Pedro's Dowry" – 7:41
3. "Naval Aviation In Art?" – 1:22
4. "Duke Of Prunes" – 4:20
5. "Bogus Pomp" – 13:27

## Vanjske poveznice
- Informacije o izlasku albuma